# موزه خانه سوکره

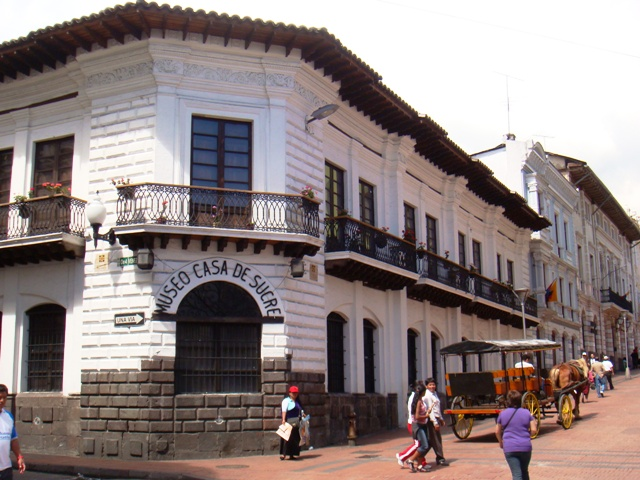
خانه سوکره

خانه سوکره (اسپانیایی: Museo Casa de Sucre) یک موزه در مرکز تاریخی کیتو، اکوادور است. در سال ۱۹۷۷ توسط وزارت دفاع تأسیس شد. این مکان به مشهورترین ساکنان آن تقدیم شده است: قهرمان استقلال ونزوئلا، مارشال آنتونیو خوزه دو سوکره، و همسرش، ماریانا کارسلن.
این موزه شامل وسایل شخصی زوج از جمله اثاثیه اصلی که در اتاق‌های مختلف عمارت بوده و وسایل روزمره و حتی نقشه‌ها و اسناد دوران استقلال را در خود جای داده است. طبقه همکف شامل بسیاری از سلاح‌ها و تجهیزات نظامی متعلق به سوکره است، در حالی که طبقه دوم شامل مبلمان و اتاق‌هایی است که در زمان او وجود داشت.